# Richie Hawtin

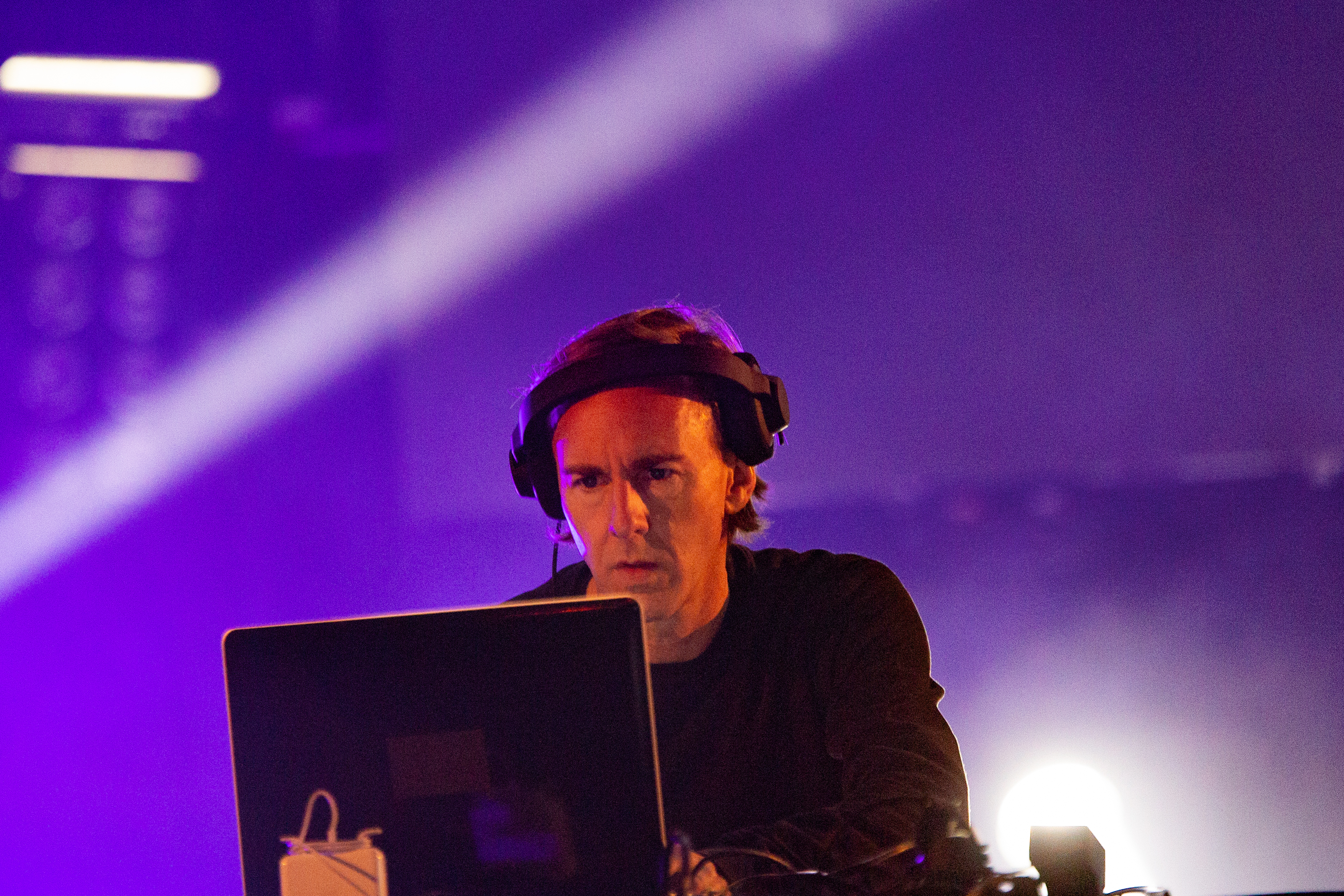
Richie Hawtin, 2018

Richie Hawtin (eigentlich Richard Hawtin, * 4. Juni 1970 in Banbury, Oxfordshire, England) ist ein DJ, Musiker und Techno-Produzent, der dieses Genre maßgebend mitgeprägt hat. Seine Platten hat er unter zahlreichen Pseudonymen veröffentlicht, unter anderem Plastikman und F.U.S.E. Als Innovator gilt er auch in der Disziplin des DJ-Mixings, das er durch die Nutzung technischer Hilfsmittel um größere Veränderungsmöglichkeiten der Musik erweiterte, als es beim bloßen Ineinandermischen einzelner Platten möglich ist.

## Leben
1981 emigrierten Hawtins Eltern von England nach Windsor (Ontario). Sein Vater arbeitete in einer Autofabrik des General-Motors-Konzern. Im Alter von 15 Jahren machte Richie Hawtin regelmäßig „Clubbing“-Ausflüge in das nahe gelegene Detroit, mit 17 war er bereits Disc Jockey in einem Club namens Shelter. Zusammen mit seinem Bruder Matthew Hawtin (ein visueller Künstler) teilte er sich zu dieser Zeit in Windsor eine alte Feuerwache. Richie Hawtin begann ein Studium der Filmwissenschaften in Windsor.
Über einen Kontakt mit Jeff Mills war Hawtin Ende der 1980er Jahre erstmals auch als Produzent tätig. Anschließend hatte er bei dem Sender Detroit 96,3 FM eine eigene Radioshow, die zu seiner weiteren Popularität beitrug.
Mit John Acquaviva gründete er 1990 das Plus-8-Label. Ursprünglich wollte das Produzentengespann HipHop veröffentlichen und so produzierte man anfangs noch für Kenny Larkin. Bereits 1991 erschien erstmals Acid Techno auf dem Label, meist von Hawtin, Acquaviva und Speedy J eingespielt. Binnen kürzester Zeit wurden konstante Verkaufszahlen von 10.000 Stück und mehr erzielt. Hawtin gründete 1991 noch die Labels Probe (für experimentellere Veröffentlichungen) und „Definitive“ (für House Music). Gleichzeitig wurden er, Acquaviva und Speedy J international gefragt als DJs bzw. Live-Acts. Aufgrund seiner zahlreichen Verpflichtungen beendete Hawtin sein Studium ohne Abschluss.

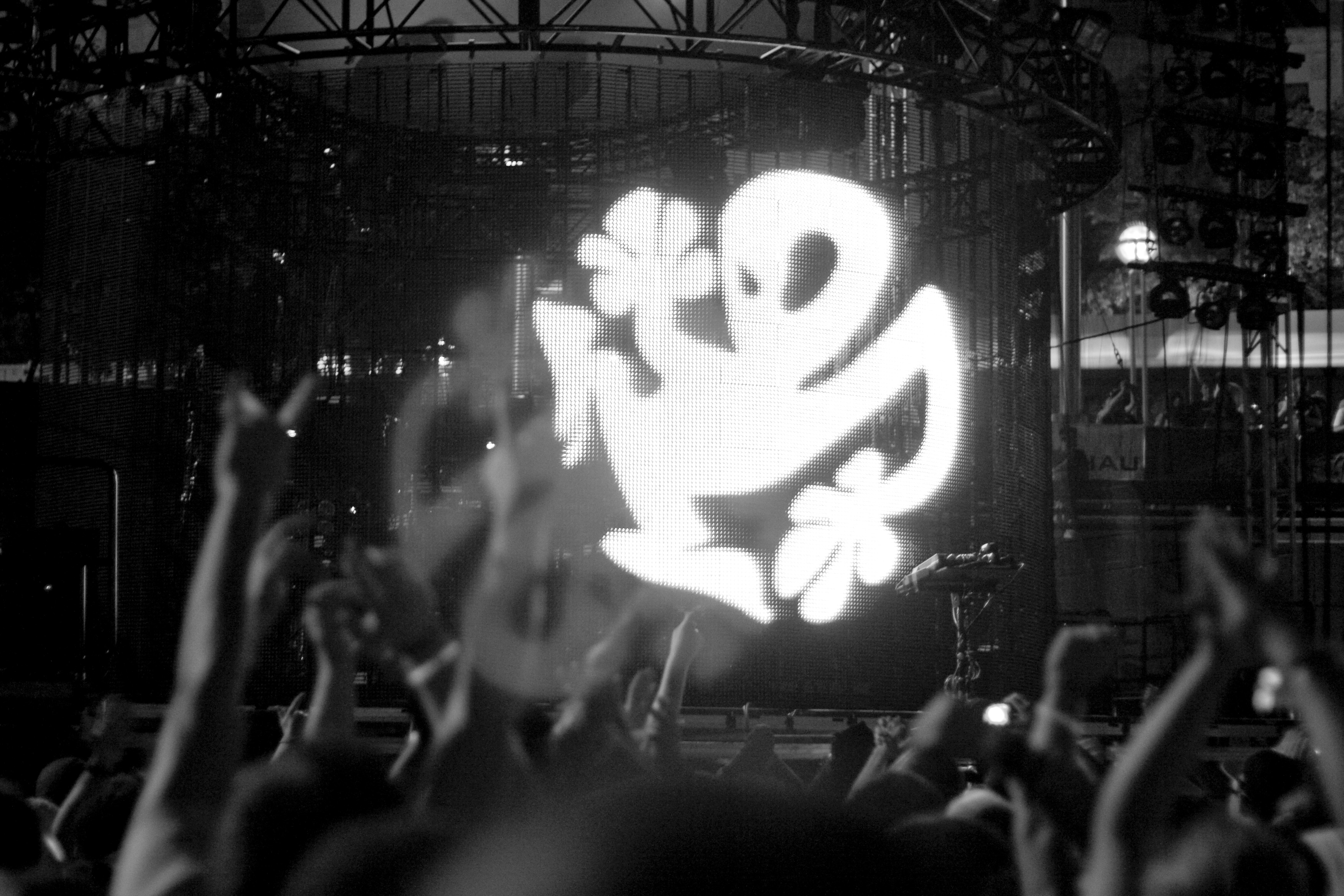
Projektion des Plastikman-Logos

Als Musiker und DJ nannte sich Hawtin nun auch Plastikman und Fuse, zusammen mit Fred Giannelli und Daniel Bell auch Spawn. Veröffentlichungen (überwiegend Maxi-Singles) folgten in großer Zahl und schneller Folge. Neben eigenen Produktionen machte sich Hawtin auch als Remixer einen Namen. Er arbeitete unter anderem für Sven Väth, The Shamen, Josh Wink, Laibach, Steve Hillage und mit Pete Namlook.
Auf seinem Album „Sheet One“ (1993) verwob er Acid mit Ambient- und Minimal-Techno-Elementen. Die Songs sind experimentelle Klangcollagen aus TB-303-Läufen, Percussions und Effekten. 1995 erschien mit Hawtins „Call it what you want“ die 50. Veröffentlichung auf Plus8 Rec.
1995 gründete Hawtin mit seinem Bruder Matthew einen Intellinet genannten Vertrieb für insgesamt 15 Labels, der jedoch bald wieder eingestellt wurde. Infolge der Intellinet-Pleite wurden auch die Labels Probe und Definitive eingestellt. 1997 erfolgte nach über 70 Veröffentlichungen auch die Einstellung von Plus8. Das Label firmierte in der Folgezeit unter dem Namen m_nus.
Richie Hawtin ist mehr Live-Act als ein klassischer DJ, oft verwendet er zusätzliche Effekt-Geräte und nicht selten schließt er auch noch einen TR-909-Drumcomputer an. Eine solche Session wurde 1999 auf CD festgehalten: „Decks, EFX & 909“. Zusammen mit John Acquaviva nutzte er als erster DJ die Software Final Scratch zum Mixen.
Im Jahr 2000 erschien mit „Plus8 Classics“ eine Retrospektive auf die siebenjährige Labeltätigkeit.
Mit „DE9: Closer to the Edit“ legte er 2001 ein Album vor, das aus unzähligen kleinen Sound-Schnipseln von über 100 Techno-Produktionen zusammengesetzt wurde und so zur Hälfte eine Eigenproduktion und zur Hälfte einen DJ-Mix darstellt.
Von 2002 bis 2003 lebte Hawtin in New York City, danach kurzzeitig in Berlin. In Deutschland begann eine intensive Zusammenarbeit mit Ricardo Villalobos, mit dem er ein DJ-Gespann bildet und in dessen Projekt Narodniki – the Laptop Supergroup er ebenfalls mitarbeitet.
In der zweiten Hälfte des Jahres 2005 schuf Hawtin gemeinsam mit dem Mailänder Choreografen Enzo Cosimi den Titel „9:20“ für die Eröffnungsgala der Olympischen Winterspiele 2006 in Turin. Es handelte sich dabei allerdings um eine verlängerte Fassung des 1991 unter seinem Projektnamen F.U.S.E. erschienenen Stücks „Substance Abuse“.
Im März 2006 war in Berlin die Ausstellung min2max zu sehen, in der laut Pressetext „mit einer ästhetischen Minimalität der Quader im Raum mystifiziert wird“. Das Ausstellungskonzept lieferte Matthew Hawtin, Richie Hawtin hatte den minimalistischen Soundtrack dafür produziert.
Im Metaverse The Sandbox hat Richie Hawtin seit 2021 virtuelles Land für seine Auftritte.

## Diskografie (Auszug)
- F.U.S.E.: Dimension Intrusion (1993)
- Plastikman: Sheet One, (1993)
- Plastikman: Musik (1994)
- Richie Hawtin: mixmag live Mix (1995)
- Richie Hawtin: Concept 1 96 VR (1996)
- Richie Hawtin: Concept 1 96 CD (1998)
- Plastikman: Consumed (1998)
- Plastikman: Artifakts (BC)  (1998)
- Richie Hawtin: Decks, EFX & 909 (1999)
- Richie Hawtin: DE9 Closer to the edit (2001)
- Richie Hawtin: DE9 Closer to (r)edit (2001)
- Plastikman: Closer (2003)
- Richie Hawtin: DE9 Transitions (2005)
- Plastikman: Nostalgik 3 (2007)
- Plastikman: EX (2014)
- Richie Hawtin: From My Mind To Yours (2015)
- Richie Hawtin: Time Warps (EP) (2020)
- Plastikman & Chilly Gonzales: Consumed in Key (2022)

## Pseudonyme
- Chrome
- Circuit Breaker
- Concept 1
- F.U.S.E.
- Forcept 1
- Jack Master
- Plastikman
- R.H.X.
- Richard Michaels
- Robotman
- Spark
- UP!
- Xenon
- Mr. Minus
- Richie Rich

## Auszeichnungen und Nominierungen (Auswahl)
| Jahr | Ausrichter                             | Platzierung       | Titel                           | Staat                  | Weblink               |
| ---- | -------------------------------------- | ----------------- | ------------------------------- | ---------------------- | --------------------- |
| 2011 | MixMag                                 | 02                | Greatest DJ of all time         | Vereinigtes Königreich | mixmag.net            |
| 2010 | DJ Awards                              | Nominiert         | Best Techno DJ                  | Ibiza, Spanien         | djawards.com          |
| 2010 | DJ Awards                              | Nominiert         | Best International DJ           | Ibiza, Spanien         | djawards.com          |
| 2010 | Resident Advisor                       | 02                | Top 100 DJs of 2010             | Weltweit               | residentadvisor.net   |
| 2010 | Raveline Magazine                      | Gewinner          | Bester Internationaler DJ       | Deutschland            | raveline.de           |
| 2010 | Golden Gnome Awards (ADE)              | Gewinner          | Favorite International DJ       | Amsterdam, Niederlande | goldengnomeawards.com |
| 2010 | DJ Magazine                            | 31                | Top 100 Best Djs of 2010        | Vereinigtes Königreich | djmag.com             |
| 2010 | KlubTerapia                            | Gewinner          | Best International DJ           | Polen                  |                       |
| 2010 | KlubTerapia                            | Gewinner          | Best Live Act (Plastikman)      | Polen                  |                       |
| 2010 | Resident Advisor                       | Gewinner          | Best Live Act (Plastikman)      | Weltweit               | residentadvisor.net   |
| 2009 | DJ Awards                              | Nominiert         | Best Techno DJ                  | Ibiza, Spanien         | djawards.com          |
| 2009 | Resident Advisor                       | Gewinner          | Top 100 DJs of 2009             | Weltweit               | residentadvisor.net   |
| 2009 | Raveline Magazine                      | Gewinner          | Best International DJ           | Deutschland            | raveline.de           |
| 2009 | DJ Magazine                            | 28                | Top 100 Best DJs of 2009        | Vereinigtes Königreich | djmag.com             |
| 2008 | DJ Awards                              | Gewinner          | Best Techno DJ                  | Ibiza, Spanien         | djawards.com          |
| 2008 | Resident Advisor                       | 02                | Top 100 DJs of 2008             | Weltweit               | residentadvisor.net   |
| 2008 | DJ Magazine                            | 15                | Top 100 Best DJs of 2008        | Vereinigtes Königreich | olddjmag.com          |
| 2007 | Resident Advisor                       | 05                | Top 10 DJs of 2007              | Weltweit               | residentadvisor.net   |
| 2007 | DJ Magazine                            | 19                | Top 100 Best DJs of 2007        | Vereinigtes Königreich | olddjmag.com          |
| 2006 | DJ Awards                              | Gewinner          | Best Techno DJ                  | Ibiza, Spanien         | djawards.com          |
| 2006 | Resident Advisor                       | 03                | Top 10 DJs of 2006              | Weltweit               | residentadvisor.net   |
| 2006 | DJ Magazine                            | 33                | Top 250 Best DJs of 2006        | Vereinigtes Königreich | olddjmag.com          |
| 2006 | International Dance Music Awards (WMC) | Nominiert         | Best Global DJ Award            | Miami, USA             |                       |
| 2005 | DJ Awards                              | Nominiert         | Best Techno DJ                  | Ibiza, Spanien         | djawards.com          |
| 2005 | Raveline Magazine                      | Gewinner          | Bester Internationaler DJ       | Deutschland            | technoguide.de        |
| 2005 | DJ Magazine                            | 12                | Top 250 Best DJs of 2005        | Vereinigtes Königreich | olddjmag.com          |
| 2004 | DJ Magazine                            | 44                | Top 100 Best DJs of 2004        | Vereinigtes Königreich | olddjmag.com          |
| 2004 | Groove Magazine                        | Gewinner          | Bester Internationaler DJ       | Deutschland            |                       |
| 2003 | DJ Awards                              | Nominiert         | Best Techno DJ                  | Ibiza, Spanien         | djawards.com          |
| 2003 | DJ Magazine                            | 33                | Top 100 Best DJs of 2003        | Vereinigtes Königreich | olddjmag.com          |
| 2003 | Groove Magazine                        | Gewinner          | Bester Internationaler DJ       | Deutschland            |                       |
| 2002 | DJ Awards                              | Gewinner          | Best Techno DJ                  | Ibiza, Spanien         | djawards.com          |
| 2002 | Groove Magazine                        | Gewinner          | Best International DJ           | Deutschland            |                       |
| 2001 | DJ Awards                              | Nominiert         | Best Techno DJ                  | Ibiza, Spanien         | djawards.com          |
| 2001 | Wired Magazine Rave Awards             | Nominiert         | Most Wired Musician             | San Francisco, USA     |                       |
| 2000 | DJ Awards                              | Nominiert         | Best DJ Innovator               | Ibiza, Spanien         | djawards.com          |
| 2000 | Musik und Maschine Congress            | Gewinner          | Bester Internationaler DJ       | Berlin, Deutschland    |                       |
| 2000 | Detroit Music Awards                   | Gewinner          | Outstanding Electronic Musician | Detroit, USA           |                       |
| 1999 | DJ Awards                              | Nominiert         | Best DJ Innovator               | Ibiza, Spanien         | djawards.com          |
| 1999 | Prix Ars Electronica                   | Lobende Erwähnung | Digital Music                   | Österreich             |                       |
| 1998 | DJ Awards                              | Nominated         | Best DJ Innovator               | Ibiza, Spanien         | djawards.com          |
| 1998 | Festival du Cinema et Media            | Gewinner          | Best New Media Work             | Montreal, Kanada       |                       |